# بريجيت ريد
بريجيت ريد هي واثبة عالي كندية، ولدت في 22 سبتمبر 1955 في Weddinghofen ‏ في ألمانيا.

## وصلات خارجية
- بريجيت ريد على موقع الاتحاد الدولي لألعاب القوى (الإنجليزية)
- بريجيت ريد على موقع أوليمبيديا (الإنجليزية)